# Regiana
Regiana (łac. Regianensis) – stolica historycznej diecezji we Cesarstwie rzymskim w prowincji Numidia, współcześnie kojarzona z okolicą Henchir-Tacoucht w północnej Algierii. Obecnie katolickie biskupstwo tytularne. Biskupem tytularnym Regiany był Adam Lepa, biskup pomocniczy łódzki.

## Biskupi tytularni
| Lp. | Biskup                     | Funkcja                                                                     | Od              | Do               |
| --- | -------------------------- | --------------------------------------------------------------------------- | --------------- | ---------------- |
| 1   | Titu Chinezu               | biskup pomocniczy archieparchii Fogaraszu i Alba Iulia                      | 1949            | 15 stycznia 1955 |
| 2   | André Sol                  | biskup koadiutor Amboiny (Indonezja)                                        | 10 grudnia 1963 | 15 stycznia 1965 |
| 3   | Antonio Montero Moreno     | biskup pomocniczy Sewilli (Hiszpania)                                       | 4 kwietnia 1969 | 3 maja 1980      |
| 4   | José Henriquez Andueza SDB | biskup pomocniczy Barinas (Wenezuela) biskup pomocniczy Caracas (Wenezuela) | 26 czerwca 1980 | 24 czerwca 1987  |
| 5   | Adam Lepa                  | biskup pomocniczy łódzki                                                    | 4 grudnia 1987  | 27 kwietnia 2022 |
| 6   | Álvaro Chordi Miranda      | biskup pomocniczy Santiago (Chile)                                          | 2 lipca 2022    |                  |